# Cantón de Eauze
El cantón de Eauze era una división administrativa francesa, que estaba situada en el departamento de Gers y la región de Mediodía-Pirineos.

## Composición
El cantón estaba formado por diez comunas:
- Bascous
- Bretagne-d'Armagnac
- Courrensan
- Dému
- Eauze
- Lannepax
- Mourède
- Noulens
- Ramouzens
- Séailles

## Supresión del cantón de Eauze
En aplicación del Decreto nº 2014-254 de 26 de febrero de 2014, el cantón de Eauze fue suprimido el 22 de marzo de 2015 y sus 10 comunas pasaron a formar parte; ocho del nuevo cantón de Fezensac y dos del nuevo cantón de Armañac-Ténarèze.